# توماس أ. غولييلمو
توماس أ. غولييلمو (بالإنجليزية: Thomas A. Guglielmo)‏ هو مؤرخ أمريكي، ولد في 1969.